# Милица Дабовић
Милица Дабовић (Цетиње, 16. фебруар 1982) српска је бивша кошаркашица. Представљала је кошаркашку репрезентацију Србије. Са 1,73 m, играла је на позицији плејмејкера.

## Клупска каријера
Професионалну каријеру је започела 1998. године у Херцег Новом. Од трофеја са домаћим клубовима је освојила првенство Србије и Црне Горе (2003/04) и куп Србије и Црне Горе (2003/04) са Црвеном звездом, те првенство Србије (2010/11, 2011/12. и 2012/13.) куп Србије (2010/11. и 2012/13) и Регионалну лигу (2011/12. и 2012/13) све са Партизаном.
У фебруару 2021. је потписала за ЖКК Лавови из Брчког. Провела је у овом клубу два месеца и освојила је титулу првака Републике Српске.

## Репрезентација
Била је капитен женске кошаркашке репрезентације Србије коју је предводила до четвртог места на Европском првенству 2013. и до четвртфинала на Светском првенству 2014.
Дабовићева је затим предводила репрезентацију Србије до освајања златне медаље на Европском првенству 2015. играном у Мађарској и Румунији. Победом против Француске у финалу у Будимпешти (76:68) освојена је не само прва медаља за Србију као самосталну државу него и прво злато у читавој историји наше женске кошарке. Уједно је обезбеђен и директан пласман на Олимпијске игре 2016. у Рију.

## Приватни живот
Милица Дабовић је амбасадорка Фондације „Тијана Јурић”. Њена млађа сестра Ана је такође репрезентативка Србије у кошарци.
У јуну 2022. године открила је да је у прошлости била у вези са женом, као и да је бисексуалка. Октобра исте године отворила је свој OnlyFans налог.
Током 2022. године учествовала је у ријалити-такмичењу Сурвајвор: Доминиканска Република. Тамо је остварила велики успех као један од финалиста, али није победила.